# U–541
Az U–541 tengeralattjárót a német haditengerészet rendelte a hamburgi Deutsche Werft AG-től 1941. június 5-én. A hajót 1943. március 24-én állították szolgálatba. Négy harci küldetése volt, egy hajót süllyesztett el.

## Pályafutása
Az U–539 1943. november 4-én Kielből futott ki első járőrútjára Kurt Petersen kapitány irányításával. A 67 napos küldetés során nem sikerült hajót elsüllyesztenie. Második útja 1944. február 29. és június 22. között zajlott, szintén sikertelenül. Május 26-án az U–541 feltartóztatta a semleges Portugália Serpa Pinto nevű utasszállítóját, majd a német tengerészek átvizsgálták a hajót. Két amerikait fogolyként magukkal vittek.

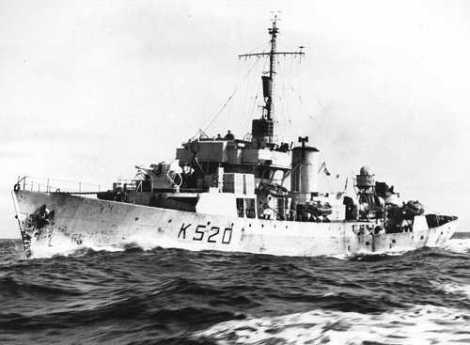
A HMSC Norsyd kanadai korvett

A tengeralattjáró harmadik harci küldetésére 1944. augusztus 6-án futott ki. Átszelte az Atlanti-óceánt, majd a kanadai partoknál vadászott. 1944. szeptember 3-án Új-Fundlandtól délre torpedóval elsüllyesztette a Livingston nevű brit tehergőzöst. A fedélzeten tartózkodók közül 14-én meghaltak, a többieket egy kanadai korvett kimentette. 
Szeptember 8-án az U–539 felszíni támadásra készült, amikor tüzet nyitott rá a HMSC Norsyd kanadai korvett. A tengeralattjáró lemerült, de két napon át szövetséges hajók és repülők üldözték.
A búvárhajó utolsó járőrútjára 1945. április 7-én futott ki a norvégiai Hortenből. 1945. május 12-én Gibraltárnál megadta magát. A tengeralattjárót Lisahallybe irányították, majd a szövetségesek 1946. január 5-én a Deadlight hadműveletben elsüllyesztették.

## Kapitány
| Név           | Kezdőnap          | Zárónap         |
| ------------- | ----------------- | --------------- |
| Kurt Petersen | 1943. március 24. | 1945. május 12. |

## Őrjáratok
| Indulás | Indulónap          | Érkezés   | Zárónap            |
| ------- | ------------------ | --------- | ------------------ |
| Kiel    | 1943. november 4.  | Lorient   | 1944. január 9.    |
| Lorient | 1944. február 29.  | Lorient   | 1944. június 22.   |
| Lorient | 1944. augusztus 6. | Flensburg | 1944. november 11. |
| Horten  | 1945. április 7.   | Gibraltár | 1945. május 12.    |

## Elsüllyesztett hajó
| Dátum               | Hajó neve  | Nemzetisége        | Brt  |
| ------------------- | ---------- | ------------------ | ---- |
| 1944. szeptember 3. | Livingston | Egyesült Királyság | 2140 |